# Дада Умаев
Да́да Ума́ев (Зумсо́евский) (1856 год, Зумсой, Имамат — 1878 год, Грозный, Терская область) — российский офицер, командир личной конвойной сотни императора Александра II. Сын Ума Дуева, взятый в качестве аманата (заложника) в возрасте 7 лет. Награжден медалью «За службу в собственном конвое государя императора». Позже являлся одним из предводителей восстания в Чечне и Дагестане (1877).

## Биография
Родился в 1856 либо 1855 годах, селении Зумсой, хутора Хилдехарой. Сын наиба Северо-Кавказского имамата Ума Дуева и организатора восстания вместе с Байсангуром Беноевским и Атабай Атаевым в 1860 году. После его подавления, Дада был взят в качестве аманата (заложника) в возрасте 7 лет и отправлен для учебы и воспитания в кадетский корпус. Был зачислен в личный конвой Александра II, дослужился до гвардейского офицера. Награждён Медалью «За службу в собственном конвое императора Александра ІІ» на Аниннской ленте. Вскоре переведен к генералу Михаилу Николаевичу, управляющему Кавказской губернией.

## Восстание
«Сыну Умы прапорщику Даде объявите, что он должен непременно отыскать отца и передать его в руки правительства. Иначе я буду смотреть на него, как на сообщника отца и никогда ни на какую службу не пущу»
В 1877 году на территории Чечни начинаются волнения в связи с недовольством деятельности русской администрации. В эпицентре данных событий оказывается отец Дады — Ума-Хаджи Дуев — он, уйдя вместе с остальными членами семьи к повстанцам, начинает поднимать людей горных обществ. Даде поручают найти своего отца и уговорить сложить оружие, обещая помилование за добровольную явку.
Для поимки Ума-Хаджи царская администрация также решила взять в заложники его старшего сына Тутакая. Дада Умаев впоследствии поняв, что братья с отцом не собираются отступать, оказал содействие в побеге Тутакая, перейдя на сторону повстанцев и став одним из предводителей.
После подавления мятежа в Чечне Ума-Хаджи с Дадой перешли в Дагестан вместе с остальными. Участвуя в ряде боев у Гигатли, Агвали, Гоготль, Телетль и пр. У Хунзаха погибает Тутакай. Последнее сражение произошло в Согратль, куда стеклись все повстанцы, в том числе Дада с отцом. После осады, длившейся 3 дня — согратлинские старшины схватили Даду и тяжело раненого отца и вместе с другими предводителями выдали властям.

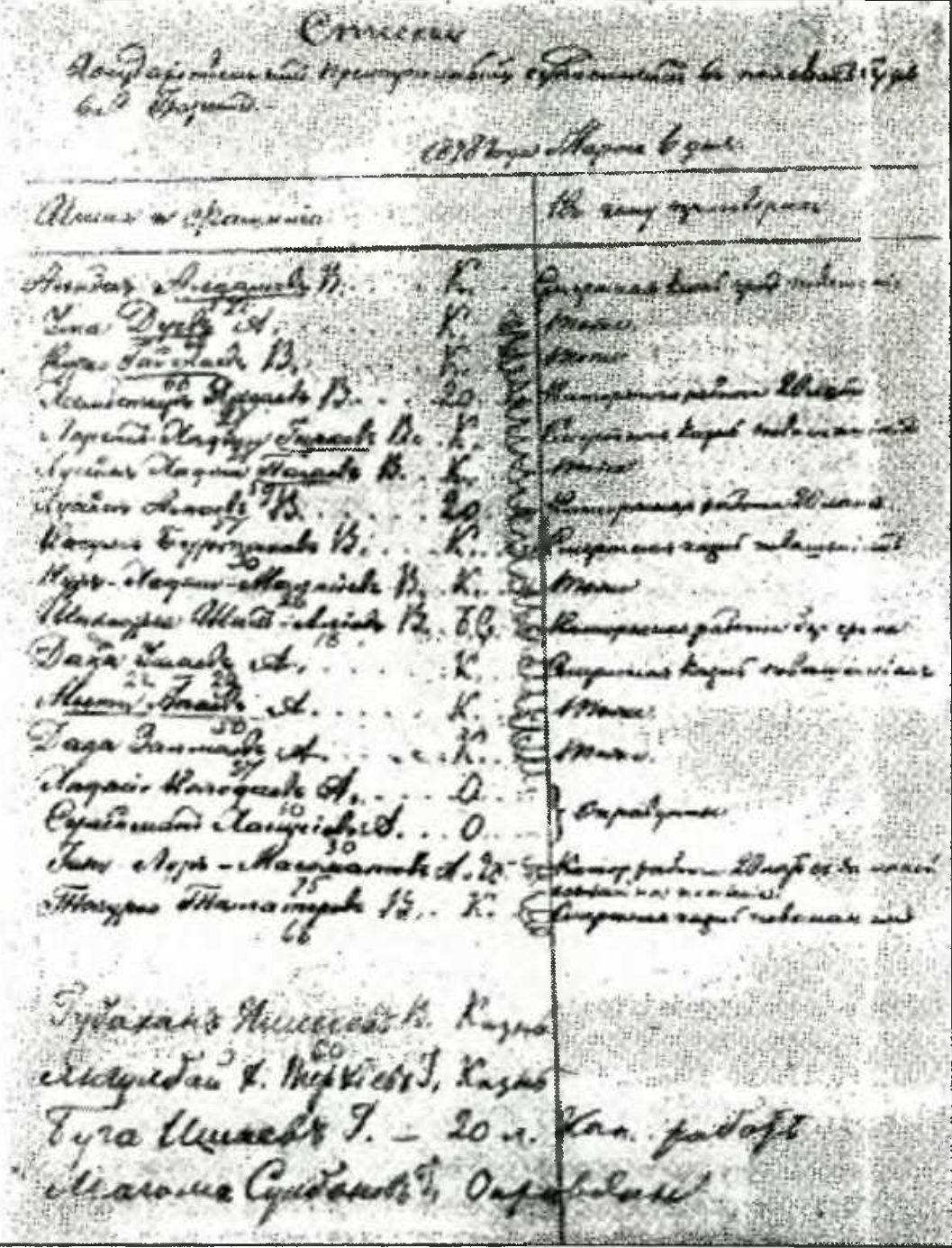
Список участников восстания, приговоренных к казни и каторге

4—6 марта 1878 года состоялся военно-полевой суд в Грозном. Дада Умаев с отцом в числе других возмутителей были приговорены к смертной казни. 9 марта в 7 часов утра приговор был исполнен. Согласно воспоминаниям и преданиям, когда Ума-Хаджи Дуева и Даду привели к эшафоту, Дада выскочил вперёд. Ума вслед крикнул ему «Что, волчонок, испугался?». На что, согласно одной из версий, Дада ответил:
Не испугался, и нет ничего на этом свете, чего бы я боялся! Но ты, Ума, раньше спокойно жить не давал, а теперь спокойно умереть не даешь!

## В культуре
- Отображен в историческом романе Абузара Айдамирова «Молния в горах» и в документальной литературе[3][18][19][20].
- Отражение в народной культуре[11].